# Meistriliiga (Eishockey) 2000/01
Die Saison 2000/01 war die elfte Spielzeit der estnischen Eishockeyliga, der höchsten estnischen Eishockeyspielklasse. Meister wurde der HK Narva 2000.

## Modus
In der Hauptrunde absolvierte jede der vier Mannschaften insgesamt 18 Spiele. Der Erstplatzierte der Hauptrunde wurde Meister. Für einen Sieg erhielt jede Mannschaft zwei Punkte, bei einem Unentschieden gab es ein Punkt und bei einer Niederlage null Punkte.

## Hauptrunde
|    | Klub                    | Sp | S  | U | N  | Tore   | Punkte |
| -- | ----------------------- | -- | -- | - | -- | ------ | ------ |
| 1. | HK Narva 2000           | 18 | 14 | 1 | 3  | 102:47 | 29     |
| 2. | Tartu Välk 494          | 18 | 12 | 2 | 4  | 90:50  | 26     |
| 3. | HK Central Kohtla-Järve | 18 | 7  | 1 | 10 | 86:88  | 15     |
| 4. | HC Tallinna Jeti        | 18 | 1  | 0 | 17 | 40:133 | 2      |

Sp = Spiele, S = Siege, U = unentschieden, N = Niederlagen, OTS = Overtime-Siege, OTN = Overtime-Niederlage, SOS = Penalty-Siege, SON = Penalty-Niederlage